# Teoria astronautului antic

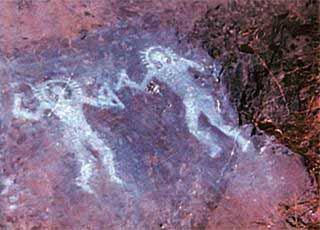
Pictură din Val Camonica, Italia, cca. 10.000 î.Hr., despre care se presupune că descrie vizitatori extratereștri.

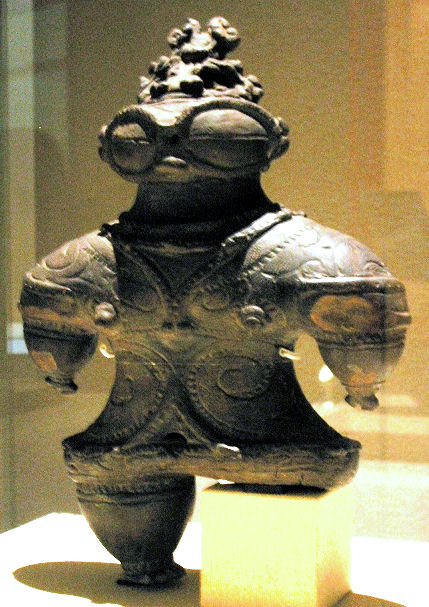
Despre acest Dogu (土偶) s-a speculat a fi un astronaut antic care a vizitat pământul în perioada Jomon din Japonia antică; prezintă unele caracteristici pe care unii cercetători le consideră că ar reprezenta un costum spațial cu ochelari și cu cască.

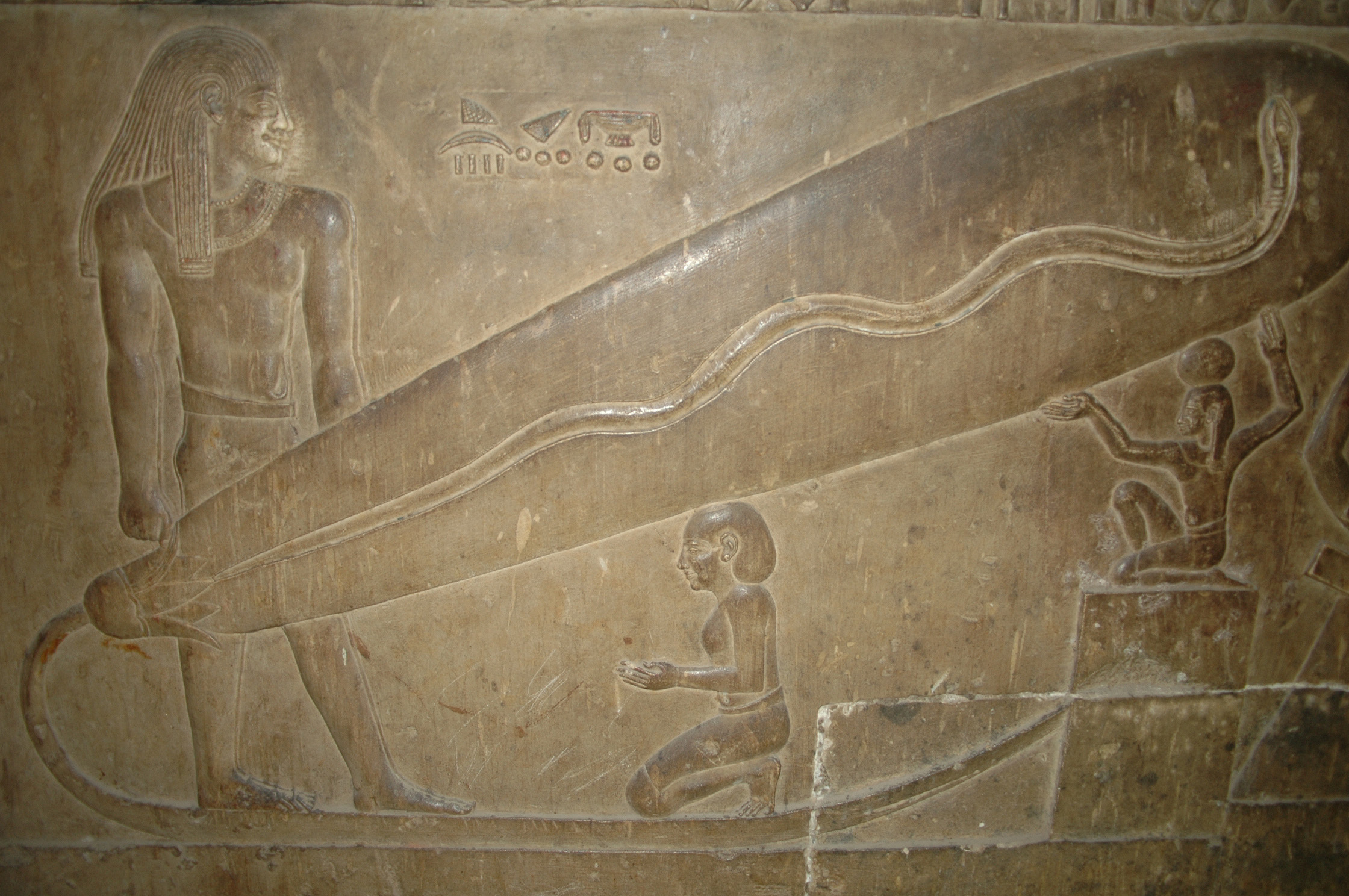
Electricitatea si becul electric? Fotografia arată partea stângă în relief a criptei din templul Hathor de la Dendera. (Egipt)

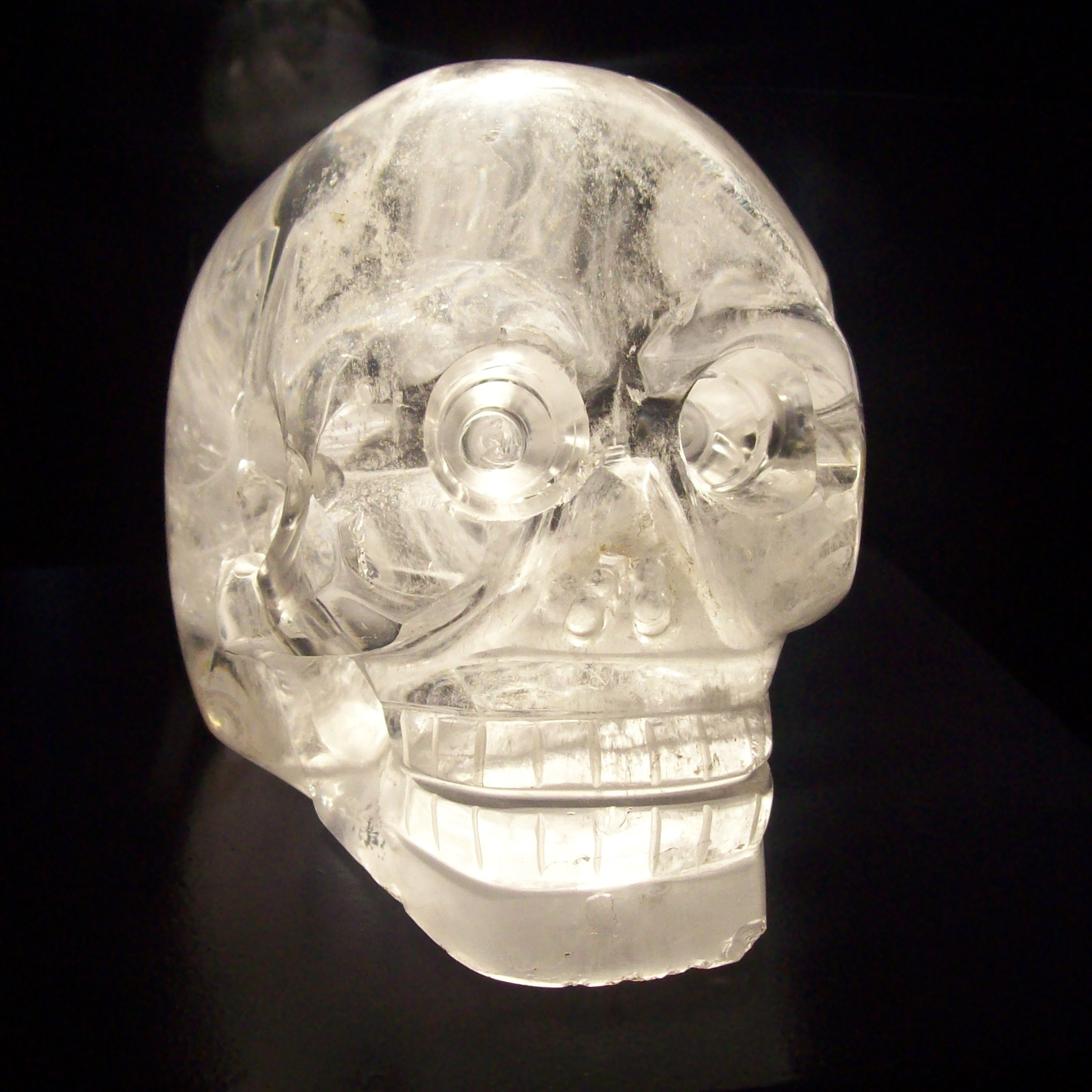
Craniu din cristal. Muzeul de Etnografie de la Trocadero, Paris.

Conform teoriilor despre cosmonauții antici (Paleoastronautica), ființe extraterestre inteligente (numite astronauți antici sau extratereștri antici) au vizitat Pământul și acest contact are legătură cu originea și cu dezvoltarea culturilor umane, tehnologiei și/sau religiilor. Unele dintre aceste teorii propun că zeități din cele mai multe dacă nu toate religiile, sunt de fapt extratereștri și tehnologiile lor au fost interpretate ca dovadă a statutului lor divin.
Aceste teorii au fost popularizate, în special în a doua jumătate a secolului 20, de scriitorii Erich von Däniken, Zecharia Sitchin, Robert K.G. Temple și David Icke.
Teoria astronautului antic a fost folosită pe scară largă în science-fiction. Asemenea teorii nu au primit sprijin în cadrul comunității științifice, și au primit foarte puțin sau nici o atenție în studiile și revizuirile din revistele științifice.

## Considerații științifice
În cartea lor din 1966 Viața inteligentă în Univers (Intelligent Life in the Universe) astrofizicienii I. S. Shklovski și Carl Sagan dedică un capitol  pentru a  argumenta că oamenii de știință și istoricii ar trebui să ia serios în considerare posibilitatea ca unele contacte extraterestre au apărut în istorie. Cu toate acestea, Shklovski și Sagan au subliniat că aceste idei sunt speculative și nedovedite.
Shklovski și Sagan au susținut că o călătorie sub-luminică interstelară cu viață extraterestră este o certitudine astăzi când și oamenii au tehnologii necesare pentru zborul cosmic încă din anii 60, că repetatele cazuri de vizite extraterestre pe Pământ sunt plauzibile și că narațiunile pre-științifice pot oferi un mijloc potențial de încredere de a descrie contactul cu ceilalți. În plus, Shklovski și Sagan citează relatările despre Oannes, cel care ar fi adus știința, agricultura, matematica și artele sumerienilor, relatări care merită o analiză mai atentă ca o instanță a unui posibil paleocontact datorită coerenței și detaliului.
În cartea sa din 1979, Creierul lui Broca, Sagan a sugerat că el și cu Shklovski s-au inspirat din valul de cărți din anii '70 despre astronauți antici, dar își exprimă dezaprobarea cu unele teorii ale lui von Däniken și ale altor scriitori, spunând că sunt doar speculații, fără dovezi clare ale vreunui contact extraterestru. Sagan a susținut că, deși multe legende și artefacte sunt citate în sprijinul teoriilor astronautului antic, foarte puține necesită mai mult decât o scurtă mențiune și ar putea fi ușor de explicat cu mai multe teorii convenționale. Sagan a reiterat, de asemenea, concluzia lui anterioară că vizitele extraterestre pe Pământ au fost posibile, dar nedovedite, și improbabile.

## Susținători ai teoriei
- 1897 - Garrett P. Serviss (cartea: Edison's Conquest of Mars (Edison cucerește planeta Marte))
- 1919 - Charles Fort
- 1954 - Harold T. Wilkins
- 1955 - Morris K. Jessup
- 1957 - Peter Kolosimo (cartea: Il pianeta sconosciuto (Planeta necunoscută))
- 1957 - George Hunt Williamson
- 1958 - Henri Lhote,[12]
- 1959 - Matest M. Agrest
- 1959 - Jacques Bergier și Louis Pauwels (autori ai cărții The Morning of the Magicians)
- 1960 - Brinsley Le Poer Trench
- 1963 - Robert Charroux (cartea: One Hundred Thousand Years of Man's Unknown History)
- 1964 - W. Raymond Drake (cartea: Gods or Spacemen?)
- 1967 - Brad Steiger (cartea: The Flying Saucer Menace)
- 1968 - Erich von Däniken (cartea: Chariots of the Gods?)
- 1972 - Jean Sendy (cartea: Those Gods Who Made Heaven & Earth)
- 1972 - Thomas Charles Lethbridge (cartea: The Legend of the Sons of God: A Fantasy?)
- 1974 - Charles Berlitz (cartea: Triunghiul Bermudelor)
- 1974 - Josef F. Blumrich (cartea: The Spaceships of Ezekiel)
- 1974 - Claude Vorilhon sau Rael (cartea: Le Livre Qui Dit La Vérité (Cartea care spune adevărul))
- 1976 - Robert K. G. Temple
- 1978 - Zecharia Sitchin
- 1988 - Riley Martin
- 1989 -  William Bramley (cartea: The Gods of Eden)
- 1993 - David Icke
- 1996 - Alan F. Alford
- 1998 - Lloyd Pye
- 2003 - Burak Eldem